# Pacific Blue Airlines
Pacific Blue Airlines – nowozelandzka linia lotnicza z siedzibą w Christchurch. Głównymi hubami są port lotniczy Christchurch i Auckland.